# Сидоровский сельсовет (Могилёвская область)
Сидоровский сельсовет — административная единица на территории Краснопольского района Могилёвской области Белоруссии.

## Состав
Сидоровский сельсовет включает 20 населённых пунктов:
- Большие Хуторы — деревня.
- Городецкая — деревня.
- Заводок — деревня.
- Калиновка — деревня.
- Кожемякино — деревня.
- Луч — посёлок.
- Лютня — деревня.
- Лютнянская Буда — деревня.
- Малые Хуторы — деревня.
- Медвёдовка — деревня.
- Новая Ясенка — деревня.
- Новина — посёлок.
- Новоселки — посёлок.
- Сидоровка — деревня.
- Травна — деревня.
- Турейск — деревня.
- Устиновичи — деревня.
- Фёдоровка — деревня.
- Ясенка — деревня.
- Яснополье — деревня.

Упразднённые населённые пункты на территории сельсовета:
- Нерядовка